# Гарбарня (Краків)
«Гарба́рня Кра́ків» (пол. Garbarnia Kraków) — професіональний польський футбольний клуб з міста Краків.

## Історія
Колишні назви:
- 1921: КС Лауда Краків (пол. KS [Klub Sportowy] Lauda Kraków)
- 1924: КС Гарбарня Краків (пол. KS Garbarnia Kraków)
- 1939—1944: не виступав
- 1945: КС Гарбарня Краків (пол. KS Garbarnia Kraków)
- 1949: ЗС Звьонзковєц Краків (пол. ZS [Zrzeszenie Sportowe] Związkowiec Kraków)
- 1951: ЗКС Влукняж Краків (пол. ZKS [Związkowe Koło Sportowe] Włókniarz Kraków)
- 1951: ТКС Влукняж Краків (пол. TKS [Terenowe Koło Sportowe] Włókniarz Kraków)
- 1971: РКС Гарбарня Краків (пол. RKS [Robotniczy Klub Sportowy] Garbarnia Kraków)

У 1921 році був організований спортивний клуб, який отримав назву «Лауда Краків». У 1924 році змінив назву на «Гарбарня Краків». У 1929 році клуб дебютував у І лізі, а у 1931 році став чемпіоном Польщі. У 1938 році попрощався з І лігою, а вже у 1939 році повернувся.
Після закінчення Другої світової війни у 1945 році клуб відновив діяльність, а у 1947 році повернувся до І ліги. У 1949 рішенням польських влад багато клубів розформовано і організовано галузеві клуби на зразок радянських команд. «Гарбарня» була перейменована на «Звьонзковєц Краків» і провела сезон у ІІ лізі. У 1951 відбулося об'єднання з іншим краківським клубом «Короною» і перейменовано на «Влукняж Краків». Також команда попрощалася з І лігою і дійшла до також до 1/4 фіналу Кубку Польщі. Потім ще у 1955-1956 р.р. виступав у найвищій лізі.
У 1971 року після від'єднання «Корони» з клубу повернено історичну назву «Гарбарня Краків». З 1998 року команда виступає у ІІІ лізі.

## Титули та досягнення
- Чемпіонат Польщі:
  - чемпіон (1): 1931
  - срібний призер (1): 1929
- Кубок Польщі:
  - 1/4 фіналу (3): 1951, 1967, 1974